# Diploderma swild
Diploderma swild — вид ігуаноподібних ящірок родини агамових (Agamidae). Ендемік Китаю. Описаний у 2019 році.

## Поширення і екологія
Diploderma swild мешкають в повітах Яньбянь, Січан і Хуейлі у Ляншань-Їській автономній префектурі на півдні провінції Сичуань. Вони живуть в гірських широколистяних лісах, на висоті від 1800 до 2200 м над рівнем моря.